# Баланино
Баланино — деревня в Износковском районе Калужской области России. Входит в сельское поселение «Деревня Алексеевка»
Балан — прозвищное имя, означает чурбан.

## География
Находится  на реке Нерошка, у Варшавского шоссе, рядом Мятлево, Алексеевка и Гриднево.

## Население
| 2002 | 2010 |
| ---- | ---- |
| 25   | ↘19  |

## История
В 1782-м году деревня Баланино Медынского уезда, Николая Ивановича Пусторослева, Петра Савича Реткина и Надежды Петровны Соймоновой.